# Pouvoir polarisant
Le pouvoir polarisant est une notion de chimie du solide, utilisée pour caractériser la capacité d'un ion de créer un champ électrique autour de lui et de polariser les liaisons chimiques qu'il forme avec les ions environnants. Il peut se calculer selon la formule suivante : {\displaystyle \varphi } = {\displaystyle Z/r} où {\displaystyle Z} est la charge de l'ion et {\displaystyle r} son rayon ionique. Le pouvoir polarisant est donc d'autant plus élevé que le rayon est petit. Les cations, petits et chargés auront un pouvoir polarisant élevé.